# إدواردو غارسيا
إدواردو غارسيا (13 يوليو 1969 إشبيلية إسبانيا - ) هو لاعب كرة قدم إسباني يلعب كلاعب وسط.